# ホランドコード

ジョン・L・ホランドの「ホランドコード」のRIASECは、六角形としてグラフ化されており、それが2つの基礎となる次元にマッピングできる円環である。

ホランドコード（英：Holland Codes）またはRIASECとは、アメリカの心理学者であるジョン・L・ホランドによって開発された性格タイプに基づくキャリアと職業選択の理論である。
米国労働省の雇用訓練局は、1990年代後半の開始以来、無料のオンラインデータベースO*NET（Occupational Information Network）の「興味」（Interests）セクションで、RIASECモデルの更新・拡張版を用いている。

## 概要
ホランドの職業選択の理論は、The Holland Occupational Themesによると、「今ではキャリアカウンセリングの研究と実践に浸透している」。その起源は、「1958年に応用心理学のジャーナルの記事と、職業選択の彼の理論を定めた1959年の後続の記事にたどることができる。 ... 基本的な前提となるのは、自分の職業の好みというものが、ある意味で根底にある性格のベールに包まれた表現であるということであった」。特に1959年の論文（『カウンセリング心理学』誌に掲載された「職業選択の理論」）は、ホランドの「職業人格と職場環境に関する理論」の最初の主要な導入と考えられている。
ホランドはもともと、彼の6つのタイプを「運動性、知性、審美性、支持性、説得性、適合性」と分類していた。彼は後でそれらを発展させ変えていき、6つのタイプは「現実的(実行者)、研究的(思考者)、芸術的(クリエイター)、社会的(援助者)、企業的(説得者)、慣習的(組織人)」となった。ホランドの6つのカテゴリーは、お互いにある程度の相関関係を示している。相関性の高い領域を結ぶ円で表現すると、領域の頭文字がR-I-A-S-E-Cと等しくなることから、RIASECモデルや六角形モデルと呼ばれることもある。ペンシルベニア州立大学のジョン・ジョンソン教授は、6つのタイプを分類する代替的な方法として、古代の社会的役割を通して分類することを提案した。それぞれ「ハンター（現実的）、シャーマン（研究的）、アーティザン（芸術的）、ヒーラー（社会的）、リーダー（企業的）、伝承者（慣習的）」である。
科学賞委員会によると、ホランドの研究によると、性格は自分に合ったキャリア環境を見出し充実すること、そして仕事やキャリア環境はその中で充実する性格によって分類できることを示しているという。また、ホランドは、「職業の選択は性格の表現である」という理論についても述べている:6。さらに、ホランドは人々を「6つのタイプのいずれかに分類する」ことができると提唱していたが:2、6つのモデルのそれぞれに似ている人物の単純な順序付けを可能にする6つのカテゴリスキームは、720の異なる性格パターンの可能性を提供している」:3。
2011年の研究で、4440人から4670人ほどを対象にホランドコードの各領域おける妥当性に関するメタ分析が行われたが、それぞれの領域の相関係数はそれぞれ「0.01」「0.00」「-0.03」「0.02」「0.01」「0.00」と6つの指標全てが0.00に非常に近い値だった。一方で、2017年に発表されたドイツの高校生3023人を学校卒業後10年に渡って調査した追跡調査によると、ホランドコードの予測妥当性は職業上の興味においてビッグファイブ性格特性よりも強かった。また、ホランドコードは正規雇用、総収入、失業、結婚、子供、人間関係、健康状態の知覚といった領域で優位な予測因子であった。

## 関連モデル

### プレディガーの二次元モデル
プレディガーは、ホランドのモデルに基づいて「仕事の課題」と「仕事に関連する能力」の尺度を構築し、その基本的な構造を明らかにするために、因子分析と多次元尺度分析を行った。その結果、「データ/アイデア」と「モノ/人」の 2 軸が抽出された。プレディガーの探究は、興味そのものから始まったわけではないが、最終的にはRIASEC以外のモデルの誕生につながり、職業興味の構造が基本的な次元を提供している可能性を示唆した。

### トレーシーとラウンズの八角形モデル
アメリカでは、1990年代のホランド六角形モデルを超える新しいモデルを目指して精力的な試みが行われている。トレーシーとラウンズの八角形モデルもその一つである。実証データに基づいて、「モノ/人」軸と「データ/アイデア」軸で構成される二次元平面上に職業的興味を円形に配置し、領域の数を任意に決めることができると主張している。ホランドの六角形モデルだけでは職業的興味の構造を十分に表現できないが、彼らのモデルによれば必要に応じて八角形や十六角形モデルとしての妥当性を保持することが可能であるとしている。
トレーシーらは、日米の大学生を対象に職業興味の国際比較研究を行ったが、その結果、ホランドの六角形モデルよりもトレーシーとラウンズの八角形モデルの方が日本人学生に適していることが示唆された。

### トレーシーとラウンズの球形モデル
トレーシーとラウンズは、従来の職業関心構造モデルは職業威信、つまり「社会的威信」や「高い社会経済的地位」を無視しているため、職業の位置関係を正しく描けていないと批判し、職業の威信を組み込んだ3次元空間に職業を割り振る球体モデルを提案している。このモデルでは、18の関心領域が球体空間上に表示されている。左半球では健康科学を頂点としたステータスの高い領域を示し、右半球ではサービス提供を最下位とし、ステータスの低い領域となっている。
このモデルは、各種職業間の関係をより正確に記述する点では優れているが、職業関心構造をより複雑にしており、米国以外のデータには適応しにくいという弱点がある。

## タイプの一覧

### R: 現実的 (実行者)
「モノ」を扱うことが好きな人たち。その人達は「自己主張が強く、競争心が強く、協調運動や技術、体力を必要とする活動に興味がある」傾向が見られる。問題解決にあたっては「それについて話したり、座ってそれについて考えるよりも、何かをすることによって」アプローチを行う。また、「抽象的な理論よりも、問題解決への具体的なアプローチ」を好むとされる。そして、その人達の興味は「文化的、美的な分野よりもむしろ科学的、機械的な分野」に焦点を当てる傾向がある。専攻やキャリアの例としては、以下のようなものが挙げられる。
- 農業 [22]
- 建築家 （芸術的・研究的） [22]
- 陸上競技者 [23]
- 大工職 （慣習的・研究的） [22]
- シェフ （芸術的・研究的） [24]
- 化学 / 化学者 （研究的・慣習的） [22]
- コンピューター工学 / コンピューター科学 /情報技術/ コンピュータープログラマー （研究的・慣習的） [22] [23]
- 歯科医 （研究的・社会的） [22]
- エンジニア （研究的・慣習的） [22] [23]
- ファッションデザイン（芸術的・研究的） [22]
- 消防士 （社会的・研究的） [22]
- グラフィックデデザイナー （芸術的・研究的） [22]
- モデル（人） （芸術的・研究的） [22]
- ミュージシャン （芸術的・研究的） [22]
- 看護師 （社会的・慣習的・研究的） [22] [23]
- 屋外レクリエーション [23]
- 自然保護官 （社会的・芸術的） [22]
- パーソナルトレーナー （企業的的・社会的） [22]
- 写真家 （芸術的・研究的） [22]
- 理学療法 （社会的・研究的） [22]
- ドライバー [22]
- 外科医 （研究的・社会的） [22]
- 獣医 （研究的・社会的） [22]
- Web開発者 （慣習的・芸術的・研究的） [22]
- 動物学者・野生生物・生物学者 （研究的） [22]

### I: 研究的 (思考者)
「データ」を使って仕事をすることを好む人たち。その人達は「行動するよりも考えて観察し、説得するよりも情報を整理して理解する」ことを好む。また、「人を中心とした活動よりも個人を中心とした活動」を好む傾向がある。専攻やキャリアの例としては、以下のようなものが挙げられる。
- アクチュアリー （慣習的・研究的） [25] [26]
- アーキビスト /司書（社会的・慣習的） [25]
- 公衆衛生学の生物統計学・修士 （慣習的） [27]
- 大工職 （慣習的・現実的） [25]
- 化学 / 化学者 （現実的・慣習的） [25] [26]
- 公衆衛生のコミュニティヘルスワーカー・修士（社会的・企業的） [28]
- コンピューター工学 / コンピューター科学 /情報技術/ コンピュータープログラマー （現実的・慣習的） [25] [26]
- カウンセラー （社会的・芸術的） [25] [26]
- 歯科医 （現実的・社会的） [25]
- 栄養士 / 栄養士 （社会的・研究的） [25]
- 医師 （ 医学部 / 医学研究 ）（社会的） [25] [26]
- エンジニア （現実的・慣習的） [25] [26]
- 疫学/公衆衛生の修士 （社会的） [29]
- ファイナンス（企業的・慣習的） [25] [26]
- 弁護士 （ 企業的・社会人） [25]
- 看護師 （現実的・慣習的・社会的） [25] [26]
- 薬剤師 （社会的・慣習的） [25]
- 理学療法 （社会的・現実的） [25]
- 物理学者 [26]
- 詩人・作詞家・クリエイティブライター（芸術的） [30]
- 教授 / 研究 - 博士号 [26]
- 心理学 / 心理学者 （社会的・芸術的） [25] [26]
- 社会的ワーク （社会的） [25]
- 外科医 （現実的・社会的） [25]
- テクニカルライター （芸術的・慣習的） [25] [31]
- 家庭教師 （社会的） [32]
- 獣医 （現実的・社会的） [25]
- Web開発者 （慣習的・現実的・芸術的） [25]
- 動物学者・野生生物・生物学者 （現実的） [25]

### A: 芸術的 (クリエイター)
「アイデアやモノ」を扱うのが好きな人たち。その人達は「創造的、オープン、創意工夫、独創的、知覚的、敏感、独立、感情的」な傾向が見られる。また、「構造やルール」に反発する傾向があるが、「人や物理的なスキルを伴うタスク」を楽しむ傾向がある。そして他のタイプよりも感情的になる傾向が見られる。専攻やキャリアの例としては、以下のようなものが挙げられる。
- 建築家 （現実的・研究的） [33]
- 放送ジャーナリズム （企業的） [33]
- 聖職者 （社会的・研究的） [33]
- カウンセラー （研究的・社会的） [33] [34]
- シェフ （現実的・研究的） [35]
- 企業的 （社会的・企業的） [36]
- ファッションデザイン（現実的・研究的） [33]
- グラフィックデザイナー （研究的・現実的） [33]
- モデル（人） （現実的・研究的） [33]
- ミュージシャン（研究的・現実的） [33]
- 自然保護官 （社会的・現実的） [33]
- 詩人・作詞家・創作作家（研究的） [37]
- 心理学 / 心理学者 （社会的・研究的）; 芸術療法士 / ダンス療法 / ドラマ療法 / 音楽療法 （社会的） [33] [34]
- 広報 （企業的） [33]
- 写真家（現実的・研究的） [33]
- 教師 （社会的） [33] [34]
- テクニカルライター （研究的・慣習的） [33] [38]
- トレーナー（ビジネス） （社会的・慣習的） [33]
- 翻訳者 （社会的） [33]
- Web開発者 （慣習的・現実的・研究的） [33]

### S: 社会的 (援助者)
「人」と一緒に仕事をすることが好きで、「教えたり助けたりする場面では、自分のニーズを満たしているように見える」人たちである。また、「人との親密な関係を求めることに惹かれ、本当に知的な人たちで身体的なことを望む傾向が少ない」傾向が見られる。専攻やキャリアの例としては、以下のようなものが挙げられる。
- アーキビスト /司書（慣習的・研究的） [39]
- 聖職者 （芸術的・研究的） [39]
- コミュニティオーガナイザー [40]
- 公衆衛生の地域医療従事者・修士 （研究的） [41]
- カウンセラー（各種） / アドバイザー （研究的・慣習的・芸術的） [39] [40]
  - ガイダンス/スクールカウンセラー ・ アカデミックアドバイザー ・ キャリアカウンセラー ・ 教育コンサルタント [42]
- カスタマーサービス （慣習的・企業的） [39]
- 歯科医 （研究的・現実的） [39]
- 栄養士 / 栄養士 （研究的・企業的） [39]
- 医師 （ 医学部 / 医学研究 ）（研究的） [39] [40]
- 教育行政 （企業的・慣習的） [39]
- 企業的 （研究的・芸術的） [43]
- 疫学/公衆衛生の修士 （研究的） [44]
- パーソナルファイナンシャルプランナー / 認定ファイナンシャルプランナー （企業的・慣習的） [45]
- 消防士 （現実的・研究的） [39]
- フィットネストレーナー・エアロビクスの教師 （研究的・現実的） [39]
- 外交 / 外交 （研究的・芸術的） [46]
- 人事 （慣習的・研究的） [39]
- 弁護士 （研究的・企業家） [39]
- 看護師 （現実的・慣習的・研究的） [39] [40]
- 公園の自然主義者 （現実的・芸術的） [39]
- 薬剤師 （研究的・慣習的） [39]
- 理学療法 （現実的・研究的） [39]
- 心理学 / 心理学者 / セラピスト （研究的・芸術的） [39] [40]
- 公衆衛生教育の専門家/公衆衛生の修士 （企業的） [47]
- 社会支持家 [40]
- 社会学[40]
- ソーシャルワーカー [39]
- 外科医 （現実的・研究的） [39]
- 教師 （ 幼児教育・小学校・中等学校・第二言語としての英語教育・代替教育 ）（芸術的） [39] [40] [48]
- トレーナー（ビジネス） （芸術的・慣習的） [39]
- 翻訳者 （芸術的） [39]
- 家庭教師 （研究的） [49]
- 獣医 （研究的・現実的） [39]

### E: 企業的 (説得者)
「人とデータ」を扱う仕事が好きな人たち。その人達は「話し上手で、自身のスキルを使って人をリードしたり、説得したりする」傾向が見られる。また、「評判、権力、お金、ステータスを重視する」。専攻やキャリアの例としては、以下のようなものが挙げられる。
- アクチュアリー （研究的・慣習的） [50] [51]
- 建築家 （芸術的・現実的） [50]
- ビジネス （社会的・慣習的） [52]
- ブローカー・エージェント （つまり・ 自動車ブローカー・不動産ブローカーなど ）
- バイヤー [51]
- 公衆衛生の地域医療従事者/修士 （研究的・社会的） [53]
- 料理芸術 （芸術的・現実的） [54]
- 聖職者（芸術的・社会的） [50]
- カスタマーサービス （慣習的・社会的） [50]
- 栄養士 / 栄養士 （社会的・研究的） [50]
- 教育行政官 （社会的・慣習的） [50]
- 起業家 （社会的・芸術的） [52]
- ファッションデザイン（芸術的・現実的） [50]
- ファイナンス （慣習的・研究的） [50] [51]
- パーソナルファイナンシャルプランナー / 認定ファイナンシャルプランナー （社会的・慣習的） [55]
- 外交 / 外交 （社会的・芸術的） [56]
- 消防士 （社会的・現実的） [50]
- フィットネストレーナー・エアロビクス教師 （現実的・社会的） [50]
- ファンドレイジング [51]
- グラフィックデザイナー （芸術的・現実的） [50]
- 人事 （慣習的・社会的） [50]
- 放送ジャーナリズム （芸術的） [50]
- 弁護士 （研究的・社会的） [50]
- 管理/ 管理コンサルタント [51]
- 市場調査アナリスト （研究的） [51]
- モデル（人） （芸術的・現実的） [50]
- ミュージシャン（芸術的・現実的） [50]
- 写真家（芸術的・現実的） [50]
- 公衆衛生教育者/公衆衛生の修士 （社会的） [57]
- 広報 / 広報 / 広告 / マーケティング （芸術的） [50]
- セールス （慣習的・社会的） [50]

### C: 慣習的 (組織人)
「データ」を扱う仕事を好み、「ルールや規則を好み、自制心を重視する人......構造や秩序を好み、構造化されていない、あるいは不明確な仕事や対人関係を嫌う人たち」である。また、「評判、権力、ステータスに価値を置いている」。専攻やキャリアの例としては、以下のようなものが挙げられる。
- 会計 / 税理士 （企業的） [58] [59]
- アクチュアリー （研究的・研究的） [58] [59]
- アーキビスト /司書（社会的・研究的） [58]
- 生物統計学/公衆衛生の修士 （研究的） [60]
- 大工職 （現実的・研究的） [58]
- 化学 / 化学者 （研究的・現実的） [58]
- コンピューター工学 / コンピューター科学 /情報技術/ コンピュータープログラマー （研究的・現実的） [58] [59]
- カスタマーサービス （企業的・社会的） [58]
- 教育行政 （社会的・企業的） [58]
- エンジニア （研究的・現実的） [58] [59]
- 金融（企業的・研究的） [58] [59]
- パーソナルファイナンシャルプランナー / 認定ファイナンシャルプランナー （社会的・企業的） [61]
- 人事 （企業的・社会的） [58]
- 数学教師 （社会的） [59]
- 看護師 （現実的・社会的・研究的） [58] [59]
- オフィス管理 （企業的） [58]
- 薬剤師 （社会的・研究的）・ [58]
- 不動産業者 （企業的） [58] [59]
- 統計学者 （現実的・研究的） [58]
- テクニカルライター （芸術的・研究的） [58] [62]
- トレーナー（ビジネス） （社会的・芸術的） [58]
- Web開発者 （芸術的・現実的・研究的） [58]

### テスト
- O*NET Interest Profiler (Holland Codes Quiz) – Occupational Information Network (O*NET): US Department of Labor/Employment and Training Administration (無料)
- Assessment (Quick or Detailed versions) – University of California, Irvine (無料)
- Student Services: Holland Codes Quiz – Rogue Community College (無料)
- 「職業レディネス・テスト」学生（or既卒者）のためのキャリア相談室 | 一般社団法人 雇用問題研究会（無料）
- 適職診断テスト：CPS-J：個人のお客様｜キャリア開発のパイオニア 日本マンパワー（有料）

### キャリア
- O*NET Holland Codes Interests Matched to Careers– Occupational Information Network (O*NET): US Department of Labor/Employment and Training Administration (無料)
- State of Delaware: Department of Labor, Office of Occupational and Labor Market Information: Publications-Delaware Career Compass-State of Delaware (無料)

### 大学専攻
- Major and Career Exploration: Holland Codes-Arizona State University (無料)
- Holland Code and College Majors: College majors classified by Holland Themes – Central Oregon Community College (無料)
- COLLEGE MAJORS AND HOLLAND'S CODES - Central Oregon Community College (無料)
- OSU Majors By Holland Code – Ohio State University (無料)
- Majors by Interest Code – University of Minnesota (無料)